# Aleksandr Tarasov (pentatleta)
Aleksandr Tarasov (Moscou, 12 de março de 1937 - 16 de junho de 1984) foi um pentatleta soviético, campeão olímpico. 

## Carreira
Aleksandr Tarasov representou seu país nos Jogos Olímpicos de 1956, na qual conquistou a medalha de ouro, por equipes, em 1956. 